# 1969-es Formula–1 dél-afrikai nagydíj
Az 1969-es Formula–1 világbajnokság szezonnyitó futama a dél-afrikai nagydíj volt.

## Futam
A dél-afrikai nagydíjjal kezdődött meg az évad, amelyet a szokásos januári helyett márciusi időpontra tettek át.Az edzések során számos első és hátsó szárnnyal adódott probléma.
Brabham új Cosworth motoros autójával megszerezte a pole-pozíciót, Rindt Lotuszával és Hulme McLarenjével osztozott az első rajtsoron. A rajtnál az ausztrál megtartotta vezető helyét, másodiknak a negyedik helyről rajtoló Stewart jött fel, Rindt elé. Az első kör végén Stewart az élre állt és a verseny hátralévő részében végig vezetett. Brabham a 7. körig maradt második, amikor hátsó szárnya tönkrement és ki kellett állnia a boxba. Rindt lett a második, de Hill, majd Hulme is megelőzte. Stewart 18 másodperccel győzött Hill és Hulme előtt.
| Helyezés | #  | Versenyző            | Csapat/Motor  | Futott körök | Idő/Kiesés oka  | Rajthely | Pontszám |
| -------- | -- | -------------------- | ------------- | ------------ | --------------- | -------- | -------- |
| 1        | 7  | Jackie Stewart       | Matra-Ford    | 80           | 1:50:39,1       | 4        | 9        |
| 2        | 2  | Graham Hill          | Lotus-Ford    | 80           | + 18,8          | 7        | 6        |
| 3        | 5  | Denny Hulme          | McLaren-Ford  | 80           | + 31,8          | 3        | 4        |
| 4        | 4  | Jo Siffert           | Lotus-Ford    | 80           | + 49,2          | 12       | 3        |
| 5        | 6  | Bruce McLaren        | McLaren-Ford  | 79           | + 1 kör         | 8        | 2        |
| 6        | 8  | Jean-Pierre Beltoise | Matra-Ford    | 78           | + 2 kör         | 11       | 1        |
| 7        | 11 | Jackie Oliver        | BRM           | 77           | + 3 kör         | 14       |          |
| 8        | 17 | Sam Tingle           | Brabham-Repco | 73           | + 7 kör         | 17       |          |
| HN       | 19 | Peter de Klerk       | Brabham-Repco | 67           | Helyezés nélkül | 16       |          |
| Kiesett  | 2  | Jochen Rindt         | Lotus-Ford    | 44           | Benzinpumpa     | 2        |          |
| Kiesett  | 10 | John Surtees         | BRM           | 40           | Motorhiba       | 18       |          |
| Kiesett  | 12 | Pedro Rodríguez      | BRM           | 38           | Vízszivárgás    | 15       |          |
| Kiesett  | 9  | Chris Amon           | Ferrari       | 34           | Motorhiba       | 5        |          |
| Kiesett  | 14 | Jack Brabham         | Brabham-Ford  | 32           | Meghajtás       | 1        |          |
| Kiesett  | 3  | Mario Andretti       | Lotus-Ford    | 31           | Váltó           | 6        |          |
| Kiesett  | 16 | John Love            | Lotus-Ford    | 31           | Gyújtás         | 10       |          |
| Kiesett  | 15 | Jacky Ickx           | Brabham-Ford  | 20           | Gyújtás         | 13       |          |
| Kiesett  | 18 | Basil van Rooyen     | McLaren-Ford  | 12           | Fékek           | 9        |          |

## Statisztikák
Vezető helyen:
- Jackie Stewart: 80 (1-80)

Jackie Stewart 6. győzelme, 3. leggyorsabb köre, Jack Brabham 11. pole-pozíciója.
- Matra 4. győzelme.